# Света Калија
Света Калија је била издашне руке према бедним из чистог хришћанског милосрђа и као девојка и, доцније, као удата жена.
Муж њен био је богат но тврд. Вративши се једном са свога пословног пута, он види да му је жена расточила његово богатство на сиромахе. И он је убије. Но Бог прослави ову милосрдну душу на тај начин што се од њених моштију исцелише многи болесници. Уверивши се у то Свети патријарх Антоније подигне манастир над њеним моштима.
Српска православна црква слави је 12. фебруара по црквеном, а 25. фебруара по грегоријанском календару.